# Fuselo
O fuselo ou chalreta (Limosa lapponica) é uma ave limícola da família Scolopacidae, que se reproduz na tundra e costas do Ártico sobretudo no Velho Mundo e que passa os invernos nas costas das regiões temperadas e tropicais do Velho Mundo. Trata-se da ave recordista para o voo mais longo sem paragens bem como da viagem mais longa sem qualquer pausa para alimentação entre todos os animais, 11 570 km ao longo de uma rota do Alasca até à Nova Zelândia.

## Descrição
O fuselo é uma espécie de pernas relativamente curtas do género Limosa. O seu comprimento total varia entre os 37 a 41 cm, com uma envergadura de asa entre 70 e 80 cm. Os machos são em média menores que as fêmeas; os machos pesam entre 190 a 400 g e as fêmeas entre 360 e 630 g; ocorre também alguma variação regional do tamanho (ver subespécies abaixo). As aves adultas têm pernas com coloração azul-cinza e um bico escuro muito comprido, com uma ligeira curvatura para cima e cor rosa na extremidade. O pescoço, peito e barriga apresentam-se com aparência vermelho tijolo durante a época de acasalamento e brancos no inverno. O dorso é pardo.
Distingue-se do maçarico-de-bico-direito pela sua cauda listada em comparação com a cauda totalmente negra deste e pelas listas brancas que apresenta nas asas.

## Subespécies
Existem três subespécies, listadas abaixo de oeste para leste em termos da sua ocorrência:
- Limosa lapponica lapponica (Lineu, 1758). Nidifica desde o norte da Escandinávia e para leste até à península de Tajmyr; passa o inverno nas costas ocidentais da Europa e África, desde as ilhas Britânicas e Países Baixos até à África do Sul e ainda em redor do Golfo Pérsico. É a mais pequena das subespécies, com os machos a pesarem até 360 g e as fêmeas até 450 g.
- Limosa lapponica menzbieri (Portenko, 1936). Nidifica desde o nordeste da Ásia, desde a península de Tajmyr e para leste até ao delta do rio Kolyma; inverna no sudeste asiático e Austrália. Trata-se da subespécie intermédia em termos de tamanho.
- Limosa lapponica baueri (Naumann, 1836). Nidifica no nordeste da Ásia para leste do rio Kolyma e no Alasca ocidental.  Inverna na Austrália e Nova Zelândia. É a maior das três subespécies.

## Dieta
Alimenta-se na vasa arenosa e sapais sobretudo de larvas de insectos, anelídeos e moluscos e, em menor quantidade, partes de plantas aquáticas, pequenos peixes e girinos.

## Reprodução

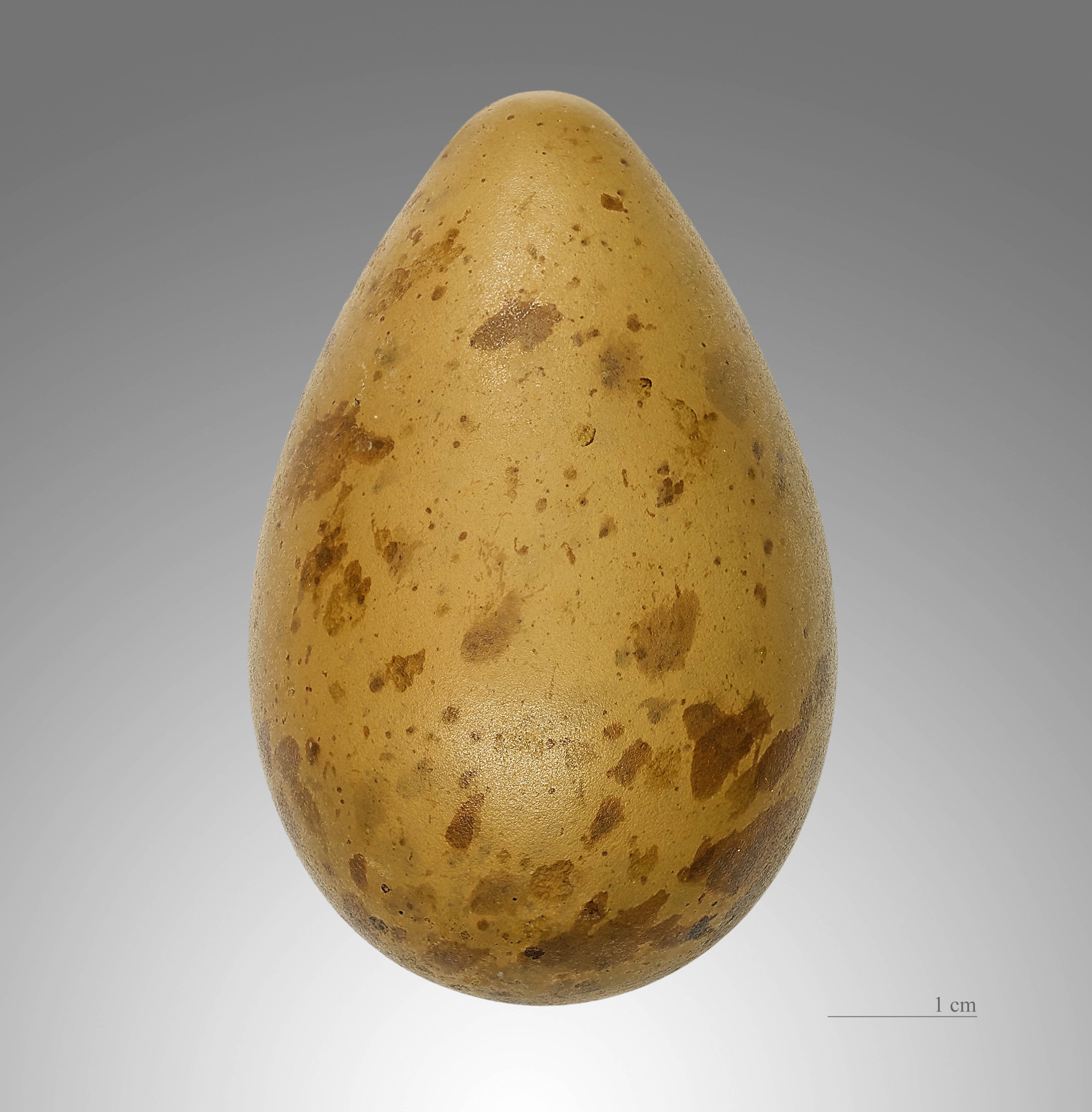
Limosa lapponica - MHNT

O habitat de nidificação inclui as zonas árticas da Europa e Ásia e o Alasca ocidental na tundra costeira. Nidifica no solo, geralmente entre vegetação rasteira.

## Populações de fuselos em Portugal
Em Portugal é uma ave invernante. Segundo o ICN, pode ser encontrada ao longo da costa, sobretudo em zonas estuarinas, sendo o local mais importante a Ria Formosa. A população total estimada é de 3 000 a 6 000 indivíduos.

## Migrações

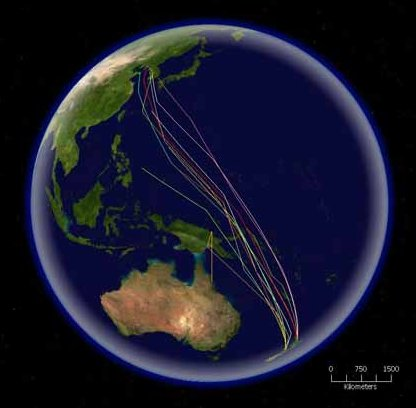
As rotas seguidas pelos fuselos na sua migração para norte desde a Nova Zelândia

O fuselo migra em bandos para as costas ocidentais da Europa, África e Ásia meridional, Austrália e Nova Zelândia.
Recentemente (2007) um fuselo tornou-se a ave que efectuou o mais longo voo sem paragens. Utilizando sistemas de posicionamento global, algumas aves foram seguidas desde a Nova Zelândia até ao Mar Amarelo. Segundo o Dr. Clive Minton (Australasian Wader Studies Group) a distância entre os dois locais é de 9 575 km, mas o percurso real efectuado pela ave foi de 11 026 km. Trata-se do mais longo voo sem paragens efectuado por qualquer ave. O voo demorou cerca de nove dias. Pelo menos outros três fuselos parecem ter atingido o Mar Amarelo em voos sem paragens desde a Nova Zelândia.
Uma fêmea específica do bando, apelidada de "E7", voou da China para o Alasca e ficou lá para a época de reprodução. Então, em agosto de 2007, ela partiu em um voo sem escalas de oito dias do oeste do Alasca até o rio Piako, perto do Tâmisa, na Nova Zelândia, estabelecendo um novo recorde de voo conhecido de 11.680 km (7.258 mi). Este L.l. bauri fez uma viagem de ida e volta de 174 dias de 29.280 km (18.194 milhas) com 20 dias de vôo. Em 2021, um mafioso macho, 4BBRW, estabeleceu um novo recorde de voo migratório sem escalas com um voo de 8.100 milhas (aproximadamente 13.035 km) do Alasca, EUA, para Nova Gales do Sul, Austrália. O mesmo indivíduo detinha um recorde anterior em 2020. Em 2022, um maçarico de número 234684 deixou o Alasca em 13 de outubro e voou sem escalas para a Tasmânia, a primeira vez que um pássaro marcado voou nessa rota. Ele voou um mínimo de 13.560 km (8.430 milhas) em 11 dias e 1 hora: uma distância recorde sem escalas.